# Hicks Lake
Hicks Lake är en sjö i Kanada.   Den ligger i Thunder Bay District och provinsen Ontario, i den sydöstra delen av landet, 1 100 km väster om huvudstaden Ottawa. Hicks Lake ligger 462 meter över havet.
I omgivningarna runt Hicks Lake växer i huvudsak blandskog. Trakten runt Hicks Lake är nära nog obefolkad, med mindre än två invånare per kvadratkilometer.  Trakten ingår i den boreala klimatzonen. Årsmedeltemperaturen i trakten är 0 °C. Den varmaste månaden är juli, då medeltemperaturen är 17 °C, och den kallaste är januari, med −18 °C. Genomsnittlig årsnederbörd är 891 millimeter. Den regnigaste månaden är maj, med i genomsnitt 123 mm nederbörd, och den torraste är december, med 34 mm nederbörd.